# Хуан Пабло Вільялобос
Хуан Пабло Вільялобос (ісп. Juan Pablo Villalobos; нар. 1973 року, Гвадалахара, Мексика) — мексиканський письменник, лауреат премії Геральда.

## Біографія
Вільялобос народився в Гвадалахарі, Мексика в 1973 році. Вивчав маркетинг та латиноамериканську літературу. З 2003 року живе за межами Мексики. Жив в Бразилії. З 2014 році мешкає в Барселоні. Працює в університеті Барселони викладачем теорії літератури. Одружений, має двох дітей.

## Творчість
Перший роман Хуана Пабло Вільялобоса “Бенкет у норі” (Fiesta en la madriguera) потрапив у короткий список Gaurdian First book award. В 2016 році автор отримав премію Геральда від іспанського видавництва Анаграма за роман «Я не проситиму нікого повірити мені» (“No voy a pedirle a nadie que me crea.”).
В 2016 році був членом журі престижної Дублінської літературної премії.
Твори перекладені шістнадцятьма мовами, зокрема і українською. Критики відносять творчість автора до жанру так званої нарколітератури. 
Перекладає з португальської.

## Твори
- 2010 — Бенкет у норі (Fiesta en la madriguera)
- 2012 — Якби ж ми жили в нормальному місці (Si viviéramos en un lugar normal)
- 2014 — Не в стилі Халіско (No estilo de Jalisco)
- 2015 — Я продам тобі пса (Te vendo un perro)
- 2016 — Я не проситиму нікого повірити мені (No voy a pedirle a nadie que me crea)
- 2018 — Я мав мрію (Yo tuve un sueño) – нон-фікшн
- 2020 — Вторгнення народу духу (La invasión del pueblo del espíritu)